# Promet Malte
Promet Malte je srednje razvijen. Republika Malta je mala otočna država u središnjem Sredozemlju, što je utjecalo na razvijenost određenih vrsta prometa. Posebno se naglašava razvijenost pomorskog prometa, koji je stoljećima bio jedina veza s ostatkom svijeta. Glavni prometni čvor je gradsko područje Vallette.
Malta ima razvijen cestovni, zračni i pomorski prometa. U unutrašnjem prometu najvažniju ulogu imaju cestovna vozila.

## Željeznički promet
Malta je nekada imala željezničku prugu, koja je povezivala državne luke i kasarne u unutrašnjosti otoka, ali je ona ukinuta zbog neisplativosti 1931. godine.

## Cestovni promet
Ukupna dužina puteva na Malti je 2.254 km (2003. godine), od čega je 88% s tvrdom podlogom. Pravih autocesta nema, ali su ceste u zemlji suvremene. Glavno sredstvo javnog prijevoza su autobusi (500 vozila). 

## Pomorski promet
Malta je izrazito otočna zemlja i pomorski promet je vrlorazvijen. Najbolja prirodna luka tzv. Velika Luka nalazi na istočnoj obali i u okviru gradskog područja Vallette, što je i bio glavni razlog prostiranja grada na ovom mjestu. Pored ove luke postoje i manje luke - Marsamhet luka (i marina za jahte) i Marsahlok luka, namijenjena teretnom prijevozu. Manji otok Gozo također ima luku.
Postoji razvijen putnički prijevoz trajektima između mjesta na Malti i Malte i okolnih država (najviše Italije).
Na Malti ne postoje plinvodi i naftovodi.

## Zračni promet
Na Malti postoje 2 službeno upisane zračne luke, ali samo je jedna s IATA kodom (IATA Airport Code). To je Zračna luka Malta kod naselja Luqe, u okviru gradskog područja Vallette. Druga zračna luka je na manjem otoku Gozo, s kojim postoji svakodnevna zračna veza. Obje zračne luke rade ljeti, tijekom glavne turističke sezone.